# Filip Suchomel
Filip Suchomel (* 9. února 1966, Praha) je český japanolog, historik umění a pedagog. Ve své odborné práci se dlouhodobě zaměřuje na studium japonského a čínského užitého umění, grafiky a fotografie a též na vlivy umění Dálného východu na evropskou kulturu od 16. století do současnosti.

## Životopis
Suchomel vystudoval FF UK obor orientalistika – japanologie (1991 Mgr., 2016 doc.) a později dějiny umění (1998 Mgr., 2009 Ph.D.). Od roku 1989 pracoval jako kurátor japonského umění, od roku 1994 jako vedoucí asijského oddělení v Náprstkově muzeu v Praze. Po návratu z desetiměsíčního stipendijního pobytu v Japonsku, kde se věnoval historii japonského porcelánu z Arity na ostrově Kjúšú (1994–1995) byl jmenován ředitelem Sbírky asijského umění Národní galerie v Praze (1996–2004). V letech 2002 - 2003 pobýval na jedenáctiměsíčním stipendijním pobytu Japan Foundation v National Research Institute for Cultural Properties v Tokiu, kde se věnoval teorii restaurování japonských laků. Externě vyučoval na Ústavu Dálného východu a Ústavu pro dějiny umění na FF UK (1998–2005). Od roku 2005 do ledna 2007 pracoval jako hlavní kurátor Moravské galerie v Brně, od února 2007 se stal pedagogem Vysoké školy uměleckoprůmyslové v Praze (VŠUP) a prorektorem pro rozvoj, PR, vědu a výzkum (2007–2015), od února 2015 do února 2021 působil ve stejné funkci na Akademii múzických umění v Praze. Od března 2022 do února 2023 pobýval na ročním stipendijním pobytu Japan Foundation v Kyushu Ceramic Museum v Japonsku, kde se věnoval teorii japonského designu. Od března 2023 je ředitelem Oblastní galerie Liberec.

## Publikace
- Prchavý svět japonského dřevořezu (GVU Cheb, Karlovy Vary, Jihlava 1994)
- Umění barvy, kovu a ohně - emailérství Dálného východu, Ústí nad Labem, zámek Benešov nad Ploučnicí 1996. spolu s Zlata Černá)
- Krása a elegance - laky Dálného východu (Památkový ústav v Ústí nad Labem, zámek Benešov nad Ploučnicí 1997. spolu s Zlata Černá)
- Mistrovská díla japonského porcelánu (Praha: Národní galerie v Praze, 1997. ISBN 80-7035-145-4. spolu s Marcela Suchomelová)
- Japonská sbírka severočeského muzea v Liberci (Praha: Národní galerie v Praze, 2000. ISBN 80-7035-217-5. spolu s Oldřich Palata)
- Plocha zrozená k dekoru: japonské umění laku 16. až 19. století (Praha: Národní galerie v Praze, 2002. ISBN 80-7035-234-5. spolu s Marcela Suchomelová)
- Japonsko Joe Hlouchy. Sbírka japonských fotografií ze sbírky UPM v Praze (Roztoky u Prahy: Středočeské muzeum v Roztokách u Prahy, 2006. ISBN 80-239-7633-8. spolu s Janem Mlčochem)
- Půvaby orientálního salonu, Umělecké řemeslo Dálného východu z jihomoravských a jihočeských zámeckých sbírek, Brno 2007, ISBN 80-86752-53-4. spolu s Zlata Černá)
- Námořní deník Erwina Dubského. Sbírka albuminových fotografií ze 70. let 19. století z Japonska. (Brno: Moravská galerie v Brně, 2006. ISBN 80-7027-146-9. spolu s Marcela Suchomelová)
- ...And the Chinese Cliffs Emerged out of the Mist. Perception and Image of China in Early Photographs. (Praha: Arbor Vitae a Nakladatelství VŠUP, 2011. ISBN 978-80-86863-19-1. spolu s Marcela Suchomelová)
- 300 drahocenností. Čínský porcelán ze sbírek Valdštejnů, Schwarzenbergů a Lichnowských (2. přepracované vydání. Praha: Nakladatelství UMPRUM, 2015. ISBN 978-80-87989-13-5.
- Šašin, šašin!! Japonská fotografie 19. století. Praha: Národní galerie v Praze, 2017. ISBN 978-80-7035-664-7.
- Obeplutí světa s korvetou Erzherzog Friedrich, Cestovatelské vzpomínky císařsko-královského námořního důstojníka Erwina hraběte Dubského, Praha: Nakladatelství UMPRUM, 2022. ISBN 978-80-88308-68-3 spolu s Marcela Suchomelová)
- Patrik Hábl - Cesta do dalekého Horozemí. Liberec: Oblastní galerie Liberec 2023. ISBN 978-80-87707-59-3. spolu s Marcela Suchomelová)
- Milan Houser - Přitažlivost - Attraction. Liberec: Oblastní galerie Liberec 2024. ISBN 978-80-87707-65-4.
- Japonská sbírka Moravské galerie v Brně. Soupisový katalog. Brno: Moravská galerie v Brně, 2024. ISBN 978-80-7027-362-3.
- Rosa Loy & Neo Rauch - Verwobene Sphären. Liberec: Oblastní galerie Liberec 2024: ISBN 978-80-87707-67-8. spolu s Marcela Suchomelová)

## Ocenění
- 1998 Cena Josefa Krásy (udělována Uměleckohistorickou společností badatelům do čtyřiceti let za významný počin v uplynulém roce)
- 2012 Nominace na cenu Magnesia Litera za knihu A z mlhy zjevily se útesy čínské…Obraz Číny v prvních fotografiích (v kategorii Nakladatelský čin).